# Haakploeg

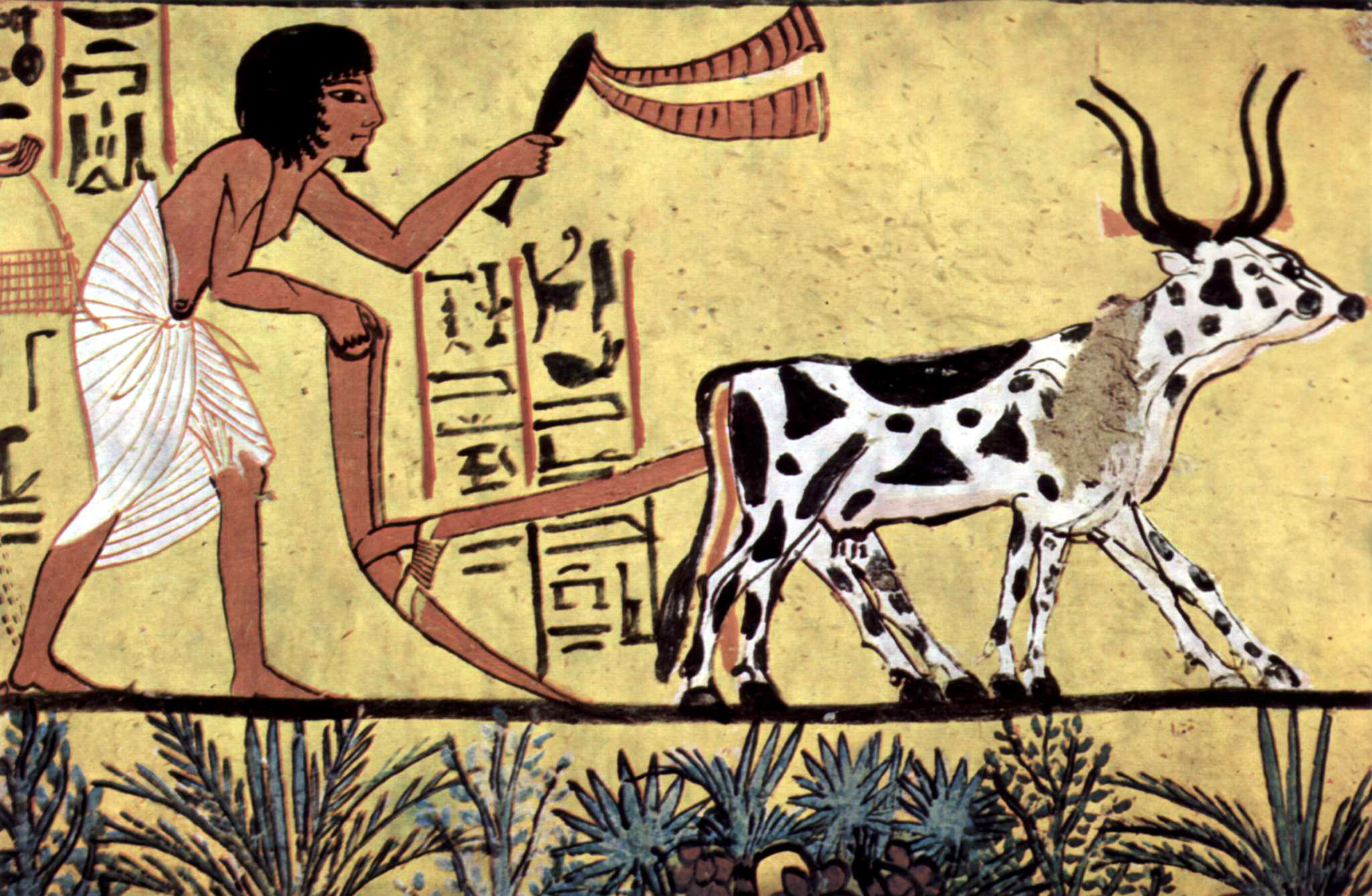
Egyptische haakploeg

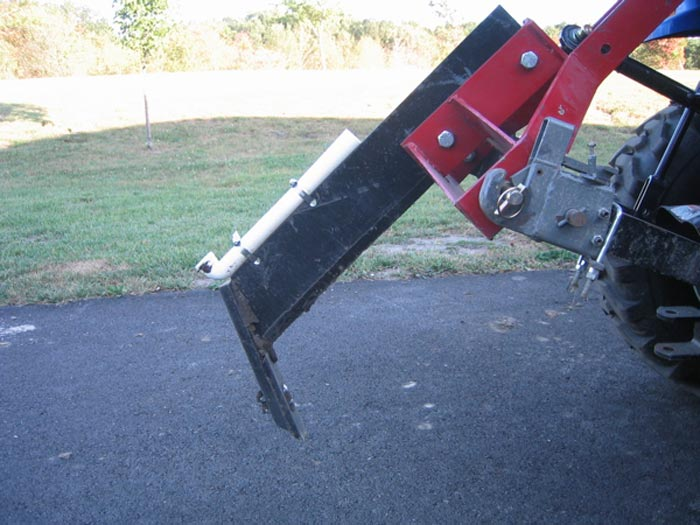
Ondergronder achter een tractor

Een haakploeg, schuifploeg, eergetouw of zoolploeg is de oorspronkelijkste vorm van een ploeg.
De ploeg wordt getrokken door lastdieren. Deze ploeg woelt de grond los. Voor een goede bewerking van de grond is een bewerking in twee richtingen loodrecht op elkaar nodig. In ontwikkelingslanden en op rijstvelden zijn deze ploegen nog in gebruik.
Een ripper getrokken door een tractor wordt nu nog gebruikt om de ondergrond open te breken. Met meerdere tanden is de haakploeg meer bekend als eg of als vastetandcultivator.
In de moderne akkerbouw is de haakploeg opgevolgd door de keerploeg, die de grond niet alleen loswoelt maar ook omkeert.
Legers gebruiken een soort haakploeg op rails om er de dwarsliggers van een spoorverbinding mee te vernielen; een onderdeel van de tactiek van de verschroeide aarde.

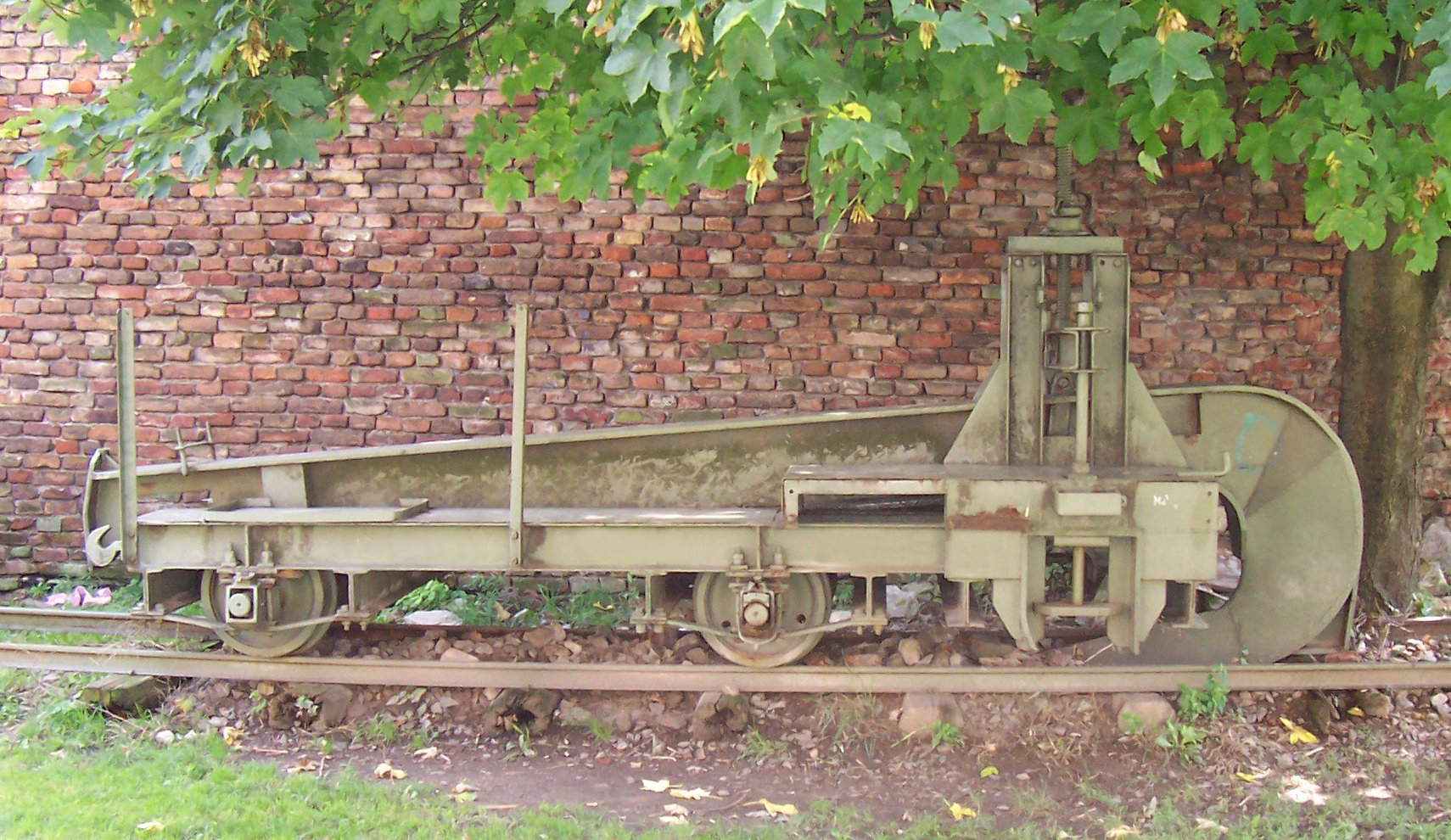
Haakploeg voor het vernielen van dwarsliggers van een spoorbaan
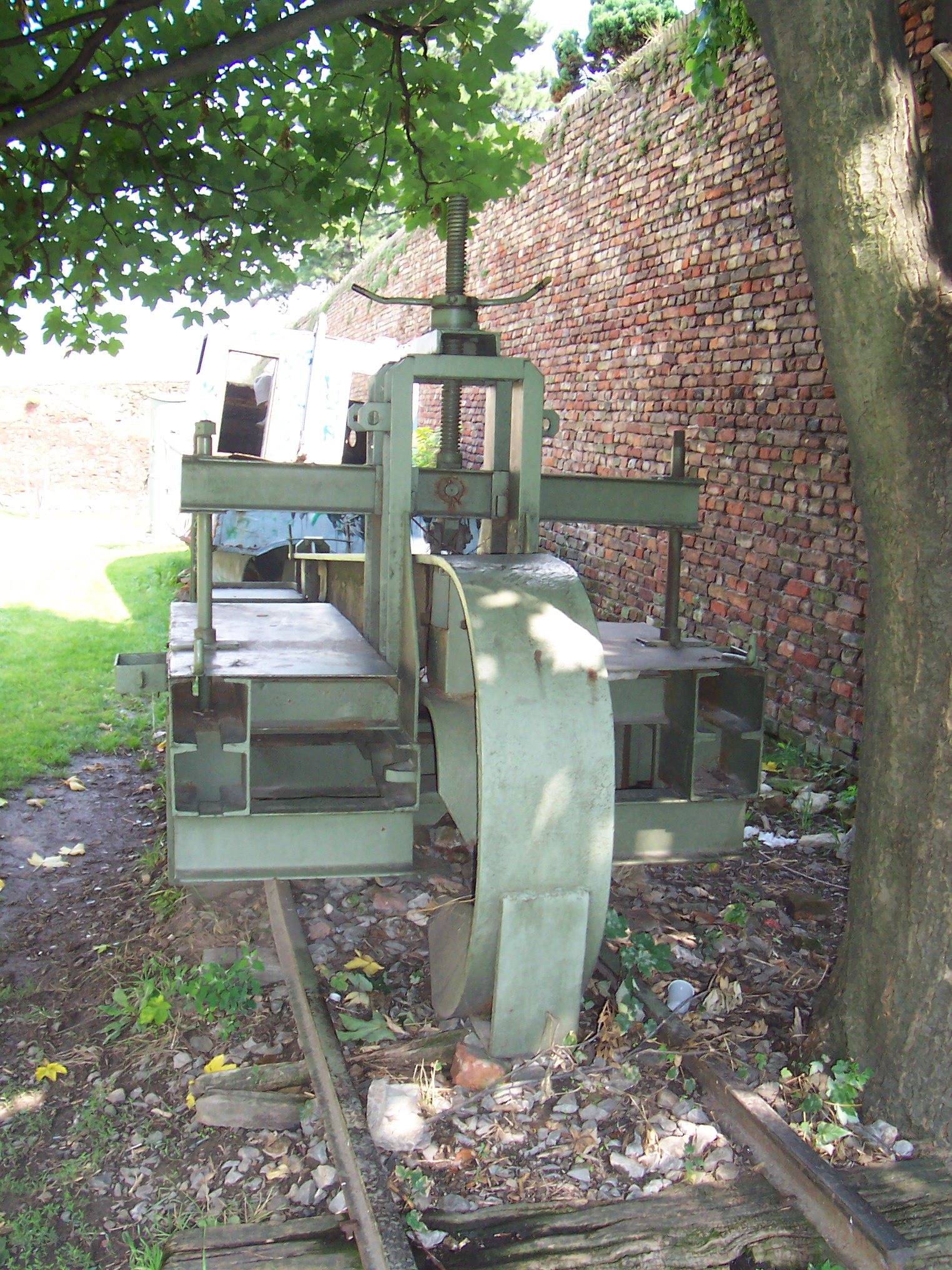
Detail van de achterzijde van de spoorploeg
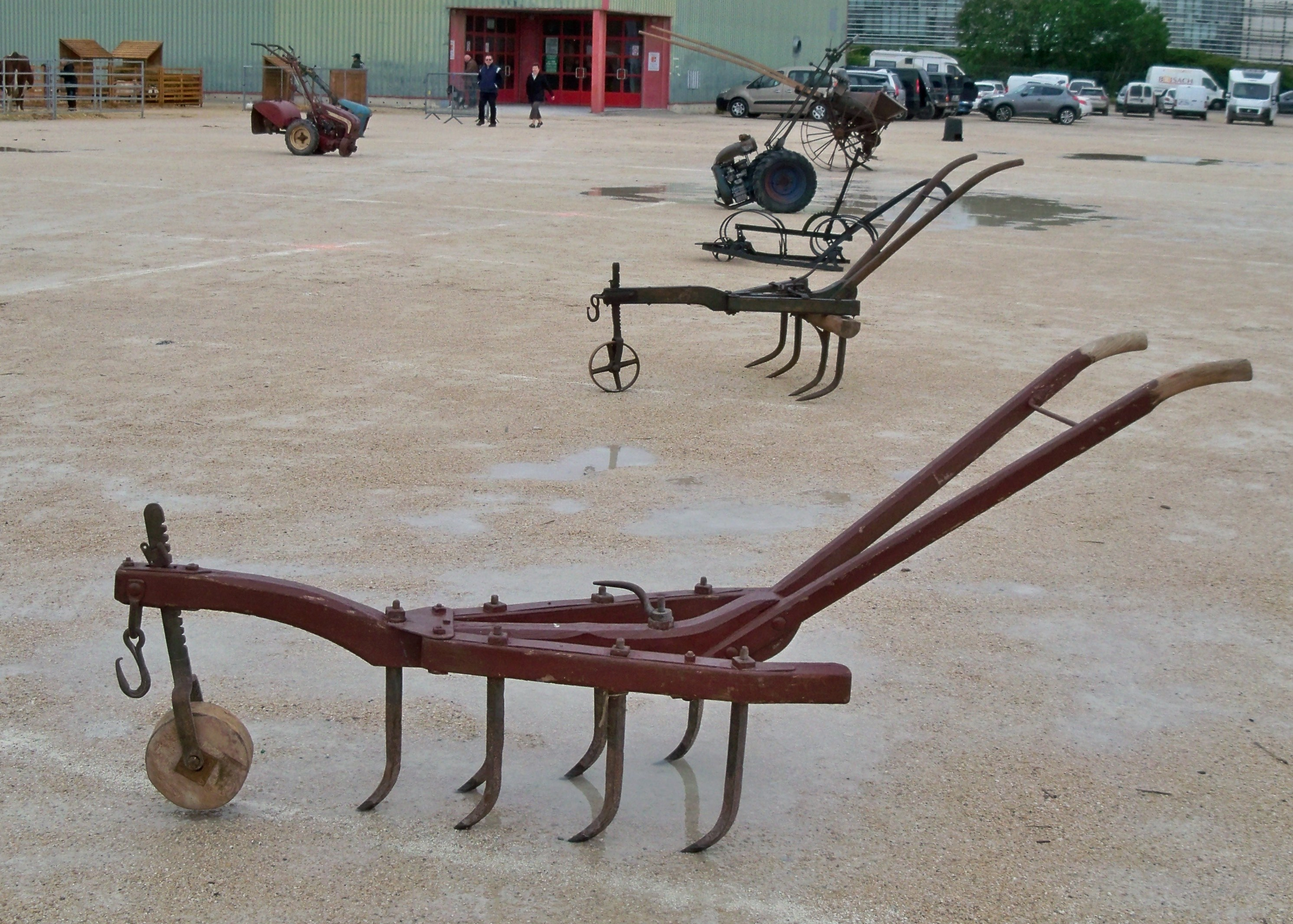
Franse meertandshaakploeg